# Poinson-lès-Grancey
Poinson-lès-Grancey è un comune francese di 65 abitanti situato nel dipartimento dell'Alta Marna nella regione del Grand Est.

## Società

### Evoluzione demografica
Abitanti censiti